# Municipio de Terry (Pensilvania)
El municipio de Terry (en inglés: Terry Township) es un municipio ubicado en el condado de Bradford en el estado estadounidense de Pensilvania. En el año 2000 tenía una población de 942 habitantes y una densidad poblacional de 11.1 personas por km².

## Geografía
El municipio de Terry se encuentra ubicado en las coordenadas 41°39′36″N 76°20′42″O / 41.660, -76.345.

## Demografía
Según la Oficina del Censo en 2000 los ingresos medios por hogar en la localidad eran de $37,614 y los ingresos medios por familia eran $46,000. Los hombres tenían unos ingresos medios de $30,417 frente a los $21,359 para las mujeres. La renta per cápita para la localidad era de $16,352. Alrededor del 9,1% de la población estaban por debajo del umbral de pobreza.